# Faris Haroun
Faris Haroun (Bruselas, 22 de septiembre de 1985) es un exfutbolista belga que jugaba de centrocampista. Es entrenador asistente del Royal Antwerp F. C.

## Selección nacional
Fue internacional sub-18, sub-19 y sub-21 con la selección de fútbol de Bélgica, antes de convertirse en internacional absoluto el 6 de junio de 2007, en un partido frente a la selección de fútbol de Finlandia.
También participó en los Juegos Olímpicos de Pekín 2008, debutando en el 2-0 frente a la selección de fútbol de China.

## Clubes
| Club                | País       | Año       |
| ------------------- | ---------- | --------- |
| K. R. C. Genk       | Bélgica    | 2003-2008 |
| Beerschot AC        | Bélgica    | 2008-2011 |
| Middlesbrough F. C. | Inglaterra | 2011-2014 |
| Blackpool F. C.     | Inglaterra | 2014      |
| Círculo de Brujas   | Bélgica    | 2014-2017 |
| Royal Antwerp F. C. | Bélgica    | 2017-2023 |

## Palmarés

### Títulos nacionales
| Título          | Club                | País    | Año  |
| --------------- | ------------------- | ------- | ---- |
| Copa de Bélgica | Royal Antwerp F. C. | Bélgica | 2020 |
| Copa de Bélgica | Royal Antwerp F. C. | Bélgica | 2023 |
| Pro League      | Royal Antwerp F. C. | Bélgica | 2023 |